# 마이클 잭슨과 함께 살아보기
마이클 잭슨과 함께 살아보기(Living With Michael Jackson)는 영국의 기자 마틴 바시르가 240일 동안 마이클을 동행하며 찍은 다큐멘터리이다.

## 영향
2003년 2월 3일 영국의 'ITV' 방송국이 최초로 방영했다. 영국에서는 1400만 가구 시청. 총 시청자 수는 3800만명으로 무려 53.9%라는 매우 높은 시청률을 기록했다. 2월 4일에는 네덜란드에서 방영되어 140만 가구가 시청하여 20.4%의 시청률을 2월 6일에는 미국 ABC 방송국이 방영하였는데 18.7%의 높은 시청률을 기록했다. 2월 13일에는 이스라엘에서 방영되어 28.4%의 시청률을 일본에서는 2월 24일 방영되었는데 관동 지역에서 22.6% 간사이 지역에서 25.9% 순간 최고 시청률은 27.8%로 매우 높은 시청률을 기록했다.

## 마이클 잭슨 반응
이 프로그램이 방영된 후 마이클은 큰 배신감을 느꼈다며 분노했다. 자신의 행동과 행위를 악의적인 편집으로 왜곡했다고 주장하며 반박 인터뷰를 공개했다. 유명 팝 가수 마돈나는 "나는 그 방송을 보지 않았지만, 우정을 이용하여 자신의 이익을 위해 다른 사람을 배신하는 행동을 저지른 마틴 바시르는 벌을 받아야 할 것" 이라며 마이클 잭슨을 적극적으로 옹호했다. 방송 이후 미디어는 마틴 바시르에게 자신의 이익을 위해 의도적으로 잭슨을 왜곡했다며 옐로 저널리즘이라며 비판하였다.

## 반박
마이클 잭슨은 이 방송으로 훼손된 자신의 명예를 회복하기 위해 'The Michael Jackson Interview : The Footage You Were Never Meant To See'이라는 반박 비디오를 제작하여 FOX를 통해 방영하였다. 미국에서 1400만 가구가 시청하며 9%라는 높은 시청률을 일본에선 15.9%라는 높은 시청률을 기록했다. 반박 비디오는 마이클 잭슨의 개인 비디오 카메라맨이 동행하여 찍은 것으로 마틴 바시르의 다큐멘터리에는 없는 장면들이 나와있다.

## 한국
대한민국에선 마이클 잭슨 사망 이후 온스타일이 마이클 잭슨과 잔인한 진실이라는 이름으로 방영하였다.

## 같이 보기
- 마이클 잭슨
- 마이클 잭슨의 외모